# Gennadios I.
Gennadios I. (řecky Γεννάδιος; † 25. srpna 471 Konstantinopol) byl patriarcha Konstantinopole v letech 458 až 471. Připomíná se jako svatý v pravoslaví 17. listopadu, ale není zařazen v římské martyrologii. Historiky je považován za schopného administrátora a církevního vůdce.

## Život
Gennadios byl presbyterem a opatem kláštera v Konstantinopoli a poprvé se proslavil na počátku třicátých let 5. století jako horlivý odpůrce Cyrila Alexandrijského (později svatořečeného). „Jak často jsem slýchal od Cyrila Alexandrijského rouhání! Běda metle z Alexandrie!“ zvolal ve své práci Dvě knihy o Partheniovi (Parthenios byl straníkem Nestoria). Nicméně dopis Cyrila jakémusi Gennadiovi z roku 435 naznačuje, že se brzy poté usmířili, pokud příjemcem byl Gennadios I.
Roku 458 se Gennadios stal patriarchou Konstantinopole jako nástupce Anatolia Konstantinopolského, v jehož nekompromisním boji proti monofysitům pokračoval. Roku 460 tak dosáhl sesazení monofysitského alexandrijského patriarchy Timoteje II. a dosazení Timoteje III. Salofakiola na jeho místo, v neposlední řadě na doporučení papeže Lva I. V samotné Konstantinopoli Gennadios ustanovil kancléřem a správcem církevního majetku Markiana, přívržence vzdoropapeže Novatiana.
Gennadiovo úsilí o tvrdou církevní kázeň ilustruje následující příběh, který zaznamenal Theodorus Lector: Jednoho dne se Gennadios doslechl o nedůstojném životním stylu duchovního Karisia, který kázal v jednom z kostelů v Konstantinopoli. Gennadios ho pak varoval, aby činil pokání, ale mnoho nedosáhl. I když Gennadios nařídil Karisia zbičovat, ten zůstal nerozumný. Gennadios se pak modlil, aby zesnulý svatý Eleutherius, patron kostela, kde Karisios působil, buď hříšníka napravil, nebo ho přivedl na onen svět. Další den byl Karisios nalezen mrtvý.
V Gennadiově funkčním období začal poblíž Konstantinopole působit sloupový asketa Daniel Stylita. Daniel pravděpodobně zinscenoval svou působivou formu askeze bez svolení patriarchy, ale Gennadios se neodvážil proti Danielovi zakročit, protože ho chránil císař Lev. Gennadios pak došel k Danielovu sloupu a ze země asketu vysvětil na kněze – Daniel mu nedovolil vystoupit na sloup – proti Danielově vůli.
V roce 459 svolal Gennadios synodu 81 biskupů, kteří přijali zejména usnesení proti svatokupectví.

## Dílo
Kromě výše zmíněné polemiky proti Partheniovi napsal Gennadios ještě polemiku proti 12 anathematům Cyrila Alexandrijského. Napsal také řadu homilií a biblických komentářů, zejména k Pavlovým epištolám.